# James Eichberger Aguirre
James Paul Eichberger Aguirre (n. Los Mochis, Sinaloa, el 8 de abril de 1990) es un atleta mexicano que compite en pruebas de velocidad.
Su especialidad es la prueba de fondo de los 800 m planos, tiene el récord mexicano, ha participado en múltiples eventos nacionales y ha representado a su país en los Juegos Centroamericanos y del Caribe de 2010 y 2014; en el Campeonato Mundial de Atletismo de la IAAF y en los Juegos Panamericanos de 2011 y 2015.

## Trayectoria
| Año  | Torneo                                   | Lugar                                       | Resultado | Marca   |
| ---- | ---------------------------------------- | ------------------------------------------- | --------- | ------- |
| 2010 | Campeonato Nacional de Atletismo 2010    | Cabo San Lucas, Baja California Sur, México | 1º        | 800 m   |
| 2010 | XXI Juegos Centroamericanos y del Caribe | Mayagüez, Puerto Rico                       | 5º        | 1:50.05 |
| 2013 | Campeonato Mundial de Atletismo de 2013  | Moscú, Rusia                                | 33º       | 1:47.96 |
| 2015 | Juegos Panamericanos                     | Toronto, Ontario, Canadá                    | 6º        | 1:50.05 |